# ボルィースピリ地区

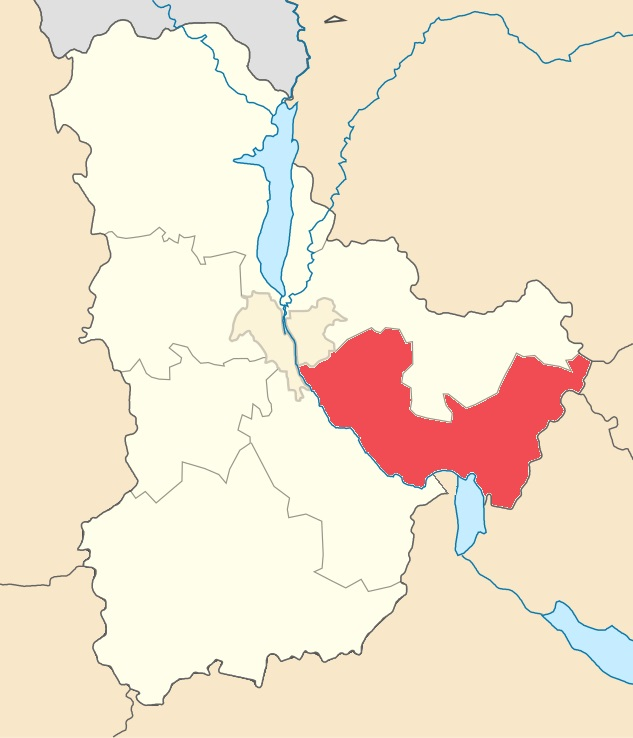
キーウ州におけるボルィースピリ地区の位置。

ボルィースピリ地区（ボルィースピリちく、ウクライナ語：Бори́спільський райо́н）はウクライナのキーウ州に属する地区である。キーウ州の東部に位置する。地区庁所在地はボルィースピリ市。1975年に編成された。面積は1,485 km²（2006年）。人口は54,670人で、9割はウクライナ人（2006年）。市町村数は43。